# ラングリッサーIII
『ラングリッサーIII』（ラングリッサースリー）は、1996年10月18日に日本コンピュータシステム（メサイヤ）から発売されたセガサターン用コンピュータゲームソフトである。ラングリッサーシリーズの第3作。
2005年10月27日にはタイトーよりPlayStation 2に移植された。レイティングはCERO：B（12才以上対象）。

## 概要

### シリーズ内での位置付け
聖剣ラングリッサーの誕生や、他のラングリッサーシリーズにおける敵の総大将ボーゼルの誕生などが描かれており、ラングリッサーシリーズにおける時系列では原初に位置する作品。

### ゲームシステム

#### 戦闘システム
第5作まであるラングリッサーシリーズにおいて本作だけが特異な戦闘システムを採用している。前2作と違い味方ターン、敵ターンというものが無く、すべてのユニットが同時に行動する。そのため敵の進軍を妨害するには、敵の進路を先読みしなければならないなど、戦略性十分な作品になっている。ただし全ユニットが同時に動くためマシンへの負荷が大きく、長時間の読み込みがある。このシステムはあまり受け入れられず、続編であるIVでは「判断力」という別のシステムが搭載された。

#### ヒロインセレクト
前作までとは違い、ヒロインを選べるようになった。ゲーム終盤に告白イベントがあり、告白に成功すればキャラクターに応じたエンディングを見ることができる。以後のラングリッサーシリーズでもこのシステムは受け継がれていった。なお、本作に関して言えば、これと言って「メインヒロイン」は決まっていないようである。
実は、あるアイテムを入手すると男性キャラクターにも告白できる。これは、本作のみのシステムである。

## ストーリー
肥沃な大地と交易の重要拠点を持つため、小国ながら豊かであったラーカス王国。しかしある時、強大なるリグリア帝国の奇襲を受け、それまでラーカスを守ってきた古代遺産「浮遊城」とそこに備えられた超兵器「魔導砲」が破壊されてしまう。すると帝国だけでなく、元々ラーカスの豊かな土地を狙っていた周囲の国々も次々にラーカスへの侵略を開始。魔導砲に頼りきりだったラーカス軍はそれらの軍勢に太刀打ちできず、王都ラーカシアまでもが陥落した。
浮遊城が帝国軍の襲撃を受けた時、見習い騎士のディハルトはウィリアム公爵の下での長い修練を終え、騎士叙任の式典に臨んでいた。動力源のクリスタルを破壊され落下する浮遊城からからくも脱出し、ラーカスの辺境の地に住む叔父、レイモンド子爵の下に逃れる。
数ヶ月後、ラーカス王国はその国土のほとんどを侵攻してきた諸国によって分断され、滅亡寸前まで追い込まれていた。ラーカスの復興を目指して兵を挙げたレイモンド子爵の下、ディハルトは別働隊の隊長として兵を率い、仲間たちとともに戦いに臨む。

## 勢力と登場キャラクター
担当声優は、『III』 / 『ラングリッサー モバイル』の順に表記。

### ラーカス王国
肥沃な農地と豊富な地下資源を持ち、交易の要所に位置するラーカス王国は、大陸でもっとも豊かな国として栄えていた。それゆえ周辺諸国からの侵攻をたびたび受けていたが、古代遺産「浮遊城」とそこに備えられた「魔導砲」により退け続けてきた。

#### 主人公と仲間達（自軍操作キャラ）
ディハルト（ゲーム開始時に名前変更可）
声 - 神谷明 / 平川大輔
17歳、身長176cm（髪を含む188cm）、体重69kg。本作の主人公で、ラーカス王国の騎士。外交官を父に持つ。野性的な外見とは裏腹に、騎士としての礼節と落ち着きを備えた青年。ただ、隠し面では少々意地っ張りで方向音痴なところもある人物として描かれている。バーラル王国のフレア姫とは幼馴染であるが、11歳で見習い騎士として修行に入ってからは会っていない。浮遊城のウィリアム公爵の下で修行を積み騎士となるも、叙任式後の宴の最中に浮遊城が帝国軍の襲撃を受けて陥落。叔父のレイモンド子爵の下に逃れた。レイモンド子爵が兵を挙げた後はラーカス再興に向けて別働隊を率い戦う。
IIのレオンは彼の子孫にあたる。?2面ではレディンとエルウィンもディハルトの血を引いているらしいことが語られる。公式イラストでディハルトが背中に提げている日本刀、及びレオンが腰に帯刀しているのは霧風より譲り受けた名刀「虎徹」。
ティアリス
声 - かないみか / 能登麻美子
浮遊城の最高責任者・ウィリアム侯爵の娘。天真爛漫な少女。ディハルトを兄のように慕う。表にはあまり出さないが父を殺された悲しみと憎しみを抱えており、別働隊に参加。魔法の才があり、戦いの中でその才能を開花させていく。
11歳、身長145cm、体重32kg。3サイズは上から65・52・68。
固有エンドのあるヒロインの一人。
ディハルトと結ばれなかった場合はルインと恋仲となり、後に王位に就いた彼に嫁ぎ王妃となる。この場合、Iのレディン、IIのエルウィンは彼女の子孫にあたる。
ルイン
声 - 小粥よう子 / 畠中祐
14歳、身長166cm、体重44kg。レイモンド子爵の一人息子で、ディハルトのいとこ。礼節正しく控えめな印象だが、好奇心旺盛で明るく正義感が強い。やや頼りない面もあったが、別働隊の一員として経験を積む中で成長していく。
Iのレディン、IIのエルウィンは彼の子孫にあたる。
ギルバート
声 - 松本保典 / ？
35歳。かつて大陸中に名を馳せた剣豪であったが、愛娘を亡くしてからは剣を捨て、寂れた村で娘の墓を守りながらひっそりと暮らしている。それゆえ、ディハルトら別働隊に助力を請われても拒んだのだが、娘・コティの遺言により再び剣を取ることを決意する。娘の魂を弄んだヴェルゼリア三魔将グロブを討つことに強い執念を見せる。
シルバーウルフ
声 - 茶風林 / 志村知幸
身長178cm、体重69kg。王都ラーカシアに次ぐ大都市「ラフェルの都」を根城とする義賊。21歳と言われているが、出自や本名などすべてが謎。周辺諸国のラーカス侵略をよく思っておらず、敵に襲われた主人公たちに助太刀する。
ピエール
声 - 岡野浩介 / 髙橋孝治
身長164cm、体重49kg。騎士見習い。子供っぽくお調子者な16歳。占領下の王都から市民を連れて脱出するが、帝国軍の追撃を受ける。そこを別働隊に助けられ、行動を共にするようになる。
リファニー
声 - 椎名へきる / 佐藤美由希
貴族の娘で、魔法に精通している少女。ピエールと共に王都を脱出してきた。おっとりとした性格でお嬢様育ちなためにかなりの天然ボケだが、それが戦いに張りつめる仲間たちの心を癒してもいる。
16歳、身長164cm、体重41kg。3サイズは上から82・56・83。
固有エンドのあるヒロインの一人。
ルナ
声 - 笠原弘子 / 早見沙織
大陸全土に名を知られる知将トーランド男爵の娘。父譲りの知謀を持ち、武勇にも優れ、礼節を重んじる。ディハルトの副官兼軍師として活躍する。一見すると冷静沈着・才色兼備な女性だが、実は年齢が15歳と一行の中ではティアリス、ルインに次ぐ若さである。また感情表現が苦手なことに悩んでいる一面もある。
身長170cm、体重49kg。3サイズは上から86・60・87。
固有エンドのあるヒロインの一人。
Iのナーム、IIのシェリー、Vのシグマとクラレットは彼女の子孫にあたる。
ソフィア
声 - 水谷優子 / 高梁碧
ファーベルの娘で巫女。16歳という若さながら対魔族結界の要であるルシリス・ゲートの四方門の一つ、南門を守護する。基本的に温和だが、巫女という宗教上の立場に加え、クリスや子孫のリアナとは違い神殿で暮らして来たからか、魔族や魔物に対しては容赦が無い。ラーカスの混乱に乗じて土地を取り戻そうとする原住民シカ族に捕らえられ、儀式の生贄にされかかる。また聖剣と魔剣を封印・解放できる唯一の存在。
身長164cm、体重42kg。3サイズは上から82・56・83。
固有エンドのあるヒロインの一人。
IIのリアナ・ラーナは彼女の子孫にあたる。
ファーベル
声 - 笹岡繁蔵 / ？
光の大神殿の大司教。48歳。賢者の称号を持っており、ルシリス・ゲートの東門を守護する。温厚だが意志が強く、侵攻してきた帝国軍に対し、門を守るべくたった一人で戦う。
ジュグラー
声 - 伊藤栄次 / 子安武人
獣でありながら知能が高く、ルシリスゲートの西門を守護する。聖獣と呼ばれる種族の生き残り。ふかふかの毛並みを備え、ティアリス、ソフィア、リファニーなどからぬいぐるみのように可愛がられる。
霧風
声 - 伊藤栄次 / 下山吉光
31歳、身長186cm、体重75kg。遥か東方の島国 倭国出身で、二刀流のサムライ。祖国を滅ぼし主君と妻子を殺した女妖術師を捜している。
ジェシカ
声 - さとうあい / 高梁碧
若い風貌ながら、豊富な知識を持ち大魔術師と称される。本作にて女神ルシリスの地上代行を使命とする化身であり、数百年という永い時を転生の術を繰り返すことで生きてきたことが明かされている。さらにIIIの時代から後、千年以上を生き、聖剣ラングリッサーの行く末を見守ることになる。人間ではシリーズ唯一の皆勤出場者。

#### そのほかの登場人物（NPC）
ウィリアム侯爵
声 - 稲葉実
ラーカス王国の防備の要「浮遊城」の責任者を務める。ディハルトを見習い騎士として預かり、育ててきた。妻を早くに亡くしたせいもあって一人娘のティアリスには甘い。帝国軍の奇襲の際に戦死する。
ジェリオール
声 - 松本保典 / 永塚拓馬
ウィリアム公爵に仕える近衛騎士で、名の知れた剣の達人。浮遊城の警護を勤める。レイラの婚約者。ディハルトに剣術を教えると同時に、先輩として、また兄のように親身になって世話をした。浮遊城が奇襲を受けた際にファーナ将軍を退けるも、アルテミュラーとの対決で瀕死の重傷を負う。その後、ディハルトたちと共にかろうじて脱出することになる。
レイラ
声 - 小粥よう子 / 永塚拓馬
ジェリオールの婚約者。ディハルトの騎士叙任式の後のパーティでジェリオールとの婚約を発表する。このタイトルに登場する女性には剣や魔法に優れた者が多い中では珍しく、普通の女性。ジュリオールと離れ離れになった後は彼との再会を胸に秘め、ラーカス軍の伝令として活動する。
レイモンド子爵
声 - 檜山修之
ラーカスの地方領主で子爵の位を持つ貴族。ディハルトの叔父で、ルインの父。ラーカス復興のために奔走し、浮遊城陥落から数ヵ月後ついに兵を挙げる。以後、ラーカス軍の総指揮を執る。
王都ラーカシア奪還後は処刑されてしまった王族に代わり王位に就き、自身の名前をジークハルト、国名をエルスリード（光輝く、の意）と改めた。中盤、ルシリスの力を借りて自らの魂を破邪の剣に込めることで聖剣ラングリッサーを生み出す。その後も聖剣の意思となってVの時代まで続く人と魔族の戦いを見届けることとなる。
クラウス伯爵
声 - 神谷明
ディハルトの父親で、レイモンド子爵の兄弟（兄か弟、どちらなのかは不明、ディハルトの母がレイモンドの姉妹と書かれている文献も存在している）。ラーカス王国の外交官として、バーラル王国との同盟を取り付けた。両国の関係が良好であるように尽力している。バーラル王家とは家族ぐるみの付き合い。
コティ
声 - 水谷優子
ギルバートの愛娘。ゲーム開始時、すでに故人である。
トーランド男爵
声 - 松本保典
ルナの父で、ラーカス辺境の領主。かつて、大陸全土に名を知られた名軍師。娘のルナに英才教育を施す。

### リグリア帝国
ラーカス王国の北に位置し、多くの小国をたばねる強大な国である。人口は増加傾向にあるが、国土のほとんどは凍土であるため十分な量の農作物が育たず、民衆の生活は困窮している。豊かなラーカスの地を奪うべくたびたび侵攻するものの、浮遊城に備わる古代兵器「魔導砲」により阻まれ続けていた。
アルテミュラー
声 - 塩沢兼人 / 子安武人
身長188cm、体重73kg。19歳の若さながらリグリア軍元帥であり、大公の爵位を持つ。前皇帝の子で、王位継承権第二位。指揮官として優れるのみならず、戦士としても軍師としても第一級の能力を持つ。国民が飢えと寒さに苦しんでいることに心を痛めており、豊かなラーカスの地を手に入れるべく、浮遊城に奇襲をかける。
Vのシグマの父方の先祖でもある。
終盤、愛するファーナを奪われた怒りから魔剣アルハザードに魅入られ、闇の王子ボーゼルと化す。闇の魔力で蘇った恋人・ファーナ、あるいは忠臣エマーリンクの説得を行った上で聖剣ラングリッサーでとどめを刺すと、元のアルテミュラーに戻すことが可能。この場合は他条件も揃っていれば真エンドルートへと進む。説得に失敗した場合はアルテミュラーは死亡、ファーナが生存していた場合後追い自害～通常エンドの流れとなる。
クライスト四世
声 - 稲葉実
リグリア帝国皇帝。前皇帝の弟で、兄の変死により皇帝の座についた。アルテミュラーを帝国元帥として信頼している反面、実子のパウルには将来の皇帝としての能力に疑問を持っている。近年、病に冒されている。
パウル
声 - 塩沢兼人 / 森川智之
現皇帝の嫡男で、王位継承権第一位の皇子。自己顕示欲と権力欲が強い。全てにおいて秀でたアルテミュラーを妬むと同時に恐れてもおり、陰湿な策謀をめぐらせて蹴落とそうとする。
ファーナ
声 - 井上喜久子 / 寺依沙織
身長168cm、体重56kg。帝国四将軍の一人で、アルテミュラー元帥の副官を勤める才色兼備な女性。17歳だが大人びて見える。アルテミュラーには及ばないが剣の腕もたしか。アルテミュラーに対し、淡い恋心を抱いている。
ストーリー終盤、ガイエルの放った矢からアルテミュラーを庇い死亡。その後一時的にボーゼルとなったアルテミュラーの魔力で蘇生。真エンド後は闇の魔力の供給を絶たれ徐々に衰弱していたが、共に旅に出たアルテミュラーが「生命力を注ぎ込むことのできる剣」を手に入れたことで命長らえる。その剣はVのシグマ専用武器（代々彼の家に受け継がれてきた剣）でもあり、おそらくは彼女もシグマの先祖（アルテミュラーの妻）となったと思われる。
エマーリンク
声 - 岡野浩介 / 立花慎之介
身長184cm、体重66kg。帝国四将軍の一人。戦士としてもさることながら、特に戦略・戦術に優れる。騎馬隊を中心とした機動的な戦い方が得意。アルテミュラーの生き方や行動に共感し、忠誠を誓っている。プライドが高く生真面目で、騎士道に基づいた振る舞いを好む。18歳。
ガイエル
声 - 稲葉実 / ？
帝国四将軍の一人で、飛空艇団を率いる。正面から戦うよりも策謀で敵を陥れる戦い方を得意とし、勝つためには手段を選ばない。自分より年下で実戦経験も少ないアルテミュラーの命令に従わなくてはいけないことに不満を持っている。
ストーリー終盤ではパウルの策略に加担し、一度はアルテミュラーの刃に討たれるもカオスの魔力で復活。完全死滅したラグに代わり、Vの時代ではヴェルゼリア三魔将の一人に加わっている。
ボルツ
声 - 檜山修之 / ？
帝国四将軍の一人。戦災孤児であるが己の腕を頼りに将軍まで上りつめた。豪放な性格で部下思い。「仲間」だけを危険にさらすことをよしとせず、自らも陣頭で戦う。
アンナ
声 - なし / 櫻庭有紗
身長166cm、体重54kg。ファーナの妹。ボーゼルに捕えられている。
ゲイツ
ガイエルの副官。上官に媚を売ることに終始する太鼓持ち的存在。

### バーラル王国
ラーカス王国の南に位置する王国である。それほど豊かではないが、ラーカス王国とは同盟を結び、友好関係にある。
フレア
声 - 吉田古奈美 / 堀江由衣
16歳、身長164cm、体重51kg。バーラル王国の姫。運動神経がよく、かつ努力家でもあることから、剣の腕は男勝り。父であるウィルダー王がラーカス侵攻を始めると、悩みながらも自ら陣頭で軍を率い戦う。その芯の強さと優しさから国民や部下の信望は厚い。ディハルトとは家族ぐるみの付き合いがあった。幼馴染の間柄にあるディハルトへの恋心と父に対する思慕との狭間で葛藤している。
固有エンドのあるヒロインの一人。
ストーリー展開によっては橋から身を投げ自害してしまう。真のエンドを見るためには彼女をディハルトが再三に渡って説得し続け、かつ好意を抱かせる行動、選択肢を選び続けて、生存させた上で仲間に加えることが条件の一つとなる。
ウィルダー王
声 - 茶風林
バーラル国王。温厚な性格で国民からは慕われ、ラーカス王国とは同盟を結んで良好な関係を構築していた。ところが突然、暴虐な性格に豹変し、同盟を破棄してラーカス侵攻を始める。
狩りの最中に森で迷ってしまったフレア姫を助けようとして、崖から転落し重傷を負う。その隙に乗じた蟲使いラグにより蟲を植えつけられ、以後傀儡状態にあった。
ディオス
声 - 檜山修之 / 下山吉光
身長195cm、体重82kg。バーラル軍将軍。もともと傭兵稼業をしていたが、ウィルダー王に抜擢されて将軍となった。23歳。曲がったことが嫌いな熱血漢で部下思い。豹変したウィルダー王に反感を抱いている。
ルード
声 - 岡野浩介
ディオス将軍の副官。家庭持ちであるため、豹変したウィルダー王に反感を持ちつつも、ただ従うしかないことに葛藤している。
ダークナイト
声 - 松本保典 / 永塚拓馬
豹変したウィルダー王に招かれてバーラル軍の総指揮を任された男。素性は一切不明で、常に黒い全身鎧と髑髏を模した不気味な兜を身につけており、それゆえにダークナイトと呼ばれる。軍事的な才能はアルテミュラーと肩を並べるほどだが、勝つためには手段を選ばず、冷酷にして残忍である。
その正体は重体のまま行方知れずとなっていた騎士ジェリオールであり、ヴェルゼリア三魔将のラグに蟲を植えつけられ操られていた。最終的に蟲の呪縛を断ち切り、恋人レイラの危機に駆けつけるも自身の死期を悟り、素性を告げぬままいずこへともなく姿を消した。

### ヴェルゼリア
ラーカス王国の北東、リグリア帝国の東に位置する魔族の支配地域。謎多き地であり、まさに魔境。人間を制圧し魔族の世界を築こうとしているが、ルシリス･ゲートの結界に阻まれて侵攻できずにいた。しかし、ラーカス王国の浮遊城が陥落し情勢が大きく動いたと見るや、暗躍し始める…。
ボーゼル
声 - 伊藤栄次
ヴェルゼリアを統治する魔族の王。闇の王子と称される。「ボーゼル」とは魔剣アルハザードに認められた者の名である。三魔将を従え、人間たちを争わせて疲弊させ、その隙に乗じて征服を目論む。壮年風の面持ちで、I、II、IV、V登場のボーゼルとは別人であり先々代にあたる。
ディハルトたちの手で滅ぼされた彼の次にボーゼルとなったのがアルテミュラー。さらにその次にパウルがボーゼルとなり、彼こそが他シリーズに登場するボーゼルと同一人物である。
変幻のフェラキア
声 - 小粥よう子 / 寺依沙織
身長180cm、体重?kg。三魔将の一人で、妖艶な美女。自由自在に自分の姿を変えることのできる能力を持っている。他人に化けるなどして人心を惑わし楽しむいやらしさと、高飛車な性格を併せ持つ。
蟲使いラグ
声 - 茶風林（SS版）、笹岡繁蔵（PS2版）
三魔将の一人で、衰弱した人間に蟲を寄生させて操る能力を持つ。
死人使いグロブ
声 - 稲葉実
三魔将の一人で、死者を蘇らせ操る能力を持つ。残忍な性格で、数頼みの戦法を好む。

### シカ族
ラーカスの南東一帯に住む原住民。狩猟を主とし、生贄の儀式など独自の生活を頑なに守り通している。浮遊城陥落の後、自分達の聖地であるとしてルシリスゲート南門へと侵攻。正式名称は「シカデスヤン民族」。
『ラングリッサー』では神への生贄と称して無差別な略奪や殺戮を行う野盗紛いの集団として登場。『ラングリッサーII（MD版）』でもモーガンの部下として登場する。
ド・カーニ
声 - 茶風林
火を恐れぬ、シカ族の勇者。
ケー・ツカイロ
シカ族を束ねる大酋長。生贄の義を執り行うシャーマンでもあるらしい。
カ・シンド
シカ族きっての策士を自称する戦士。

### コルシア国
ラーカス王国の西、リグリア帝国の南西にある小国。浮遊城陥落が知れると漁夫の利を求め侵攻。リグリア帝国がラーカス王国に侵攻した隙に帝国領土を奪おうとしたりもする。さほど軍事力のある国ではない。

### 天界
地上とは異なる空間にある、神々の住まう地。
ルシリス
声 - 井上喜久子
秩序を司る女神。ラーカス王国では光の女神として広く信仰されている。ルシリス・ゲートを通じ、その力でラーカスの地を魔族の侵略から守ってきた。
カオス
声 - 笹岡繁蔵
混沌を司る神。魔族が信仰していることから邪悪な神として考えられがちだが、進化が停滞した時にそれを変化させようとする存在であり、本質的には善でも悪でもない。